# Сан Мартино (Казерта)
Сан Мартино је насеље у Италији у округу Казерта, региону Кампанија.
Према процени из 2011. у насељу је живело 125 становника. Насеље се налази на надморској висини од 414 м.